# Viviane
Viviane, op. 80, és una obra per piano de la compositora Mel Bonis escrita el 1909. L'obra, dedicada a Paul Locard, fou publicada per Éditions Leduc el 1909. Va ser reeditada l'any 2004 per les edicions Furore .

## Descripció
Viviane forma part d'un conjunt d'obres que descriuen set figures femenines de la mitologia o la literatura amb destí llegendari, inspiradores de la compositora. Aquestes peces mostren figures arquetípiques de les diferents dones i permeten una reflexió en torn a quin lloc ocupen i quin destí els espera.
El cicle fou recollit de forma pòstuma per la seva besneta Christine Géliot en una suite titulada « Femmes de légénde (dones de llegenda) 1909-1922 », que també inclou Mélisande, Ophélie, Phoebé, Salomé, Écho, Desdèmona, Cléopatra i Omphale.
Viviane presenta un primer tema de caràcter desenfadat, fresc i juganer, gairebé dansable, que ens remet a l'encant de la Dama del Llac de les llegendes artúriques. Les majestuoses i contrastants successions d'octaves evoquen la seva naturalesa de Deessa de les aigües.